# Mieloblast
Mieloblást je prva morfološko spoznavna celica granulocitopoetske vrste, ki ima veliko okroglo jedro z jedrcem in bazofilno citoplazmo brez zrnc (granulov). Mieloblasti so različnih velikosti ter so zmožni ameboidnega premikanja, laboratorijsko jih je težko ločiti od limfoblastov. Poglavitna razlika med mieloblasti in limfoblasti pri mikroskopskem pregledu je prisotnost izrazitega jedrca, manj strnjenega kromatina v jedru in citoplazemskih zrnc pri mieloblastih.

## Izvor
Izhajajo iz primitivnih retikulumskih celic v stromi kostnega mozga. Vmesna celična faza med primitivno retikulumsko celico in mieloblastom se imenuje hemocitoblast. Na stopnji hemocitoblasta je možen razvoj tudi v druge celične linije, na primer trombocite (krvne ploščice) ali eritrocite (rdeče krvničke). Granulocitopoezo (zorenje celic granulocitopoetske vrste) vodijo različni humoralni dejavniki, kot sta granulocitne kolonije spodbujajoči dejavnik in interlevkin 3.

## Mesto nahajanja
Mieloblasti se nahajajo ekstravaskularno v kostnem mozgu. Hematopoeza poteka v ekstravaskularnih (zunajžilnih) votlinicah med sinusi kostnega mozga. Stena sinusov sestoji iz dveh vrst celic, endotelijskih in adventicijskih retikulumskih celic. Hemopoetske celice so razvrščene med sinusi.